# Нуцурако
Нуцурако — река в России, протекает в Цунтинском районе республики Дагестан. Длина реки составляет 11 км. Площадь водосборного бассейна — 66 км².
Начинается на склоне горы Лакестави на границе с Грузией. Течёт в северном направлении вдоль хребта Нуцурако по долине, поросшей сосново-берёзовым лесом. Устье реки находится в 5,6 км по правому берегу реки Симбирисхеви на высоте 1588 метров над уровнем моря.
В 0,9 км от устья, по правому берегу реки впадает река Куцурако.

## Данные водного реестра
По данным государственного водного реестра России относится к Западно-Каспийскому бассейновому округу, водохозяйственный участок реки — Сулак от истока до Чиркейского гидроузла. Речной бассейн реки — Терек.
Код объекта в государственном водном реестре — 07030000112109300000872.